# Liste der Biografien/Schno
Liste der Biografien |
Portal Biografien |
Personensuche
# |
A |
B |
C |
D |
E |
F |
G |
H |
I |
J |
K |
L |
M |
N |
O |
P |
Q |
R |
S |
T |
U |
V |
W |
X |
Y |
Z |
?
 
Sa |
Sb |
Sc |
Sd |
Se |
Sf |
Sg |
Sh |
Si |
Sj |
Sk |
Sl |
Sm |
Sn |
So |
Sp |
Sq |
Sr |
Ss |
St |
Su |
Sv |
Sw |
Sy |
Sz
 
Sca–Sce |
Sch |
Sci–Scz
 
Scha |
Schc |
Schd |
Sche |
Schg |
Schi |
Schj |
Schk |
Schl |
Schm |
Schn |
Scho |
Schp |
Schr |
Schs |
Scht |
Schu |
Schv |
Schw |
Schy
 
Schna |
Schne |
Schni |
Schno |
Schnu |
Schny
Die Liste der Biografien führt alle Personen auf, die in der deutschsprachigen Wikipedia einen Artikel haben. Dieses ist eine Teilliste mit 75 Einträgen von Personen, deren Namen mit den Buchstaben „Schno“ beginnt.

## Schno

### Schnob
- Schnobel, Friedrich Joachim (1718–1765), deutscher evangelisch-lutherischer Geistlicher, Hauptpastor der Lübecker Marienkirche und Herausgeber
- Schnobel, Joachim (1602–1671), deutscher Jurist und Hochschullehrer, Stadtsyndikus von Stettin
- Schnobel, Johann Hermann (1727–1802), deutscher Kantor und Historiker
- Schnobel, Karl (1863–1944), deutscher Lehrer und Politiker (DDP)
- Schnobrich, Matt (* 1978), US-amerikanischer Ruderer
- Schnobrich, Tim (* 1968), deutsch-US-amerikanischer Eishockeyspieler

### Schnoc
- Schnock, Michael (1652–1727), Abt des Klosters Eberbach
- Schnock, Otto (1865–1922), deutscher Bauunternehmer und Architekt, Kommunalpolitiker in (Berlin-)Wilmersdorf
- Schnock, Yvonne (* 1983), kroatisch-deutsche Skirennläuferin
- Schnöckel, Hansgeorg (* 1941), deutscher Chemiker
- Schnocks, Johannes (* 1967), deutscher römisch-katholischer Theologe und Hochschullehrer

### Schnoe
- Schnoebelen, William (* 1949), US-amerikanischer christlicher Fundamentalist und Autor mehrerer Bücher
- Schnoeck, Paul (* 1901), französischer Fußballspieler
- Schnoering, Karl (1886–1966), deutscher Jurist, Landgerichtsrat, Ministerialrat und nationalsozialistischer Generalstaatsanwalt

### Schnof
- Schnofl, Hubert (1868–1936), österreichischer Politiker (SDAPDÖ), Landtagsabgeordneter, Mitglied des Bundesrates

### Schnog
- Schnog, Karl (1897–1964), deutscher Schriftsteller
- Schnögelrögel, Robinga, deutscher Naturschützer und Medienschaffender

### Schnoi
- Schnöink, Birte (* 1984), deutsche SchauspielerinBirte Schnöink (* 1984)

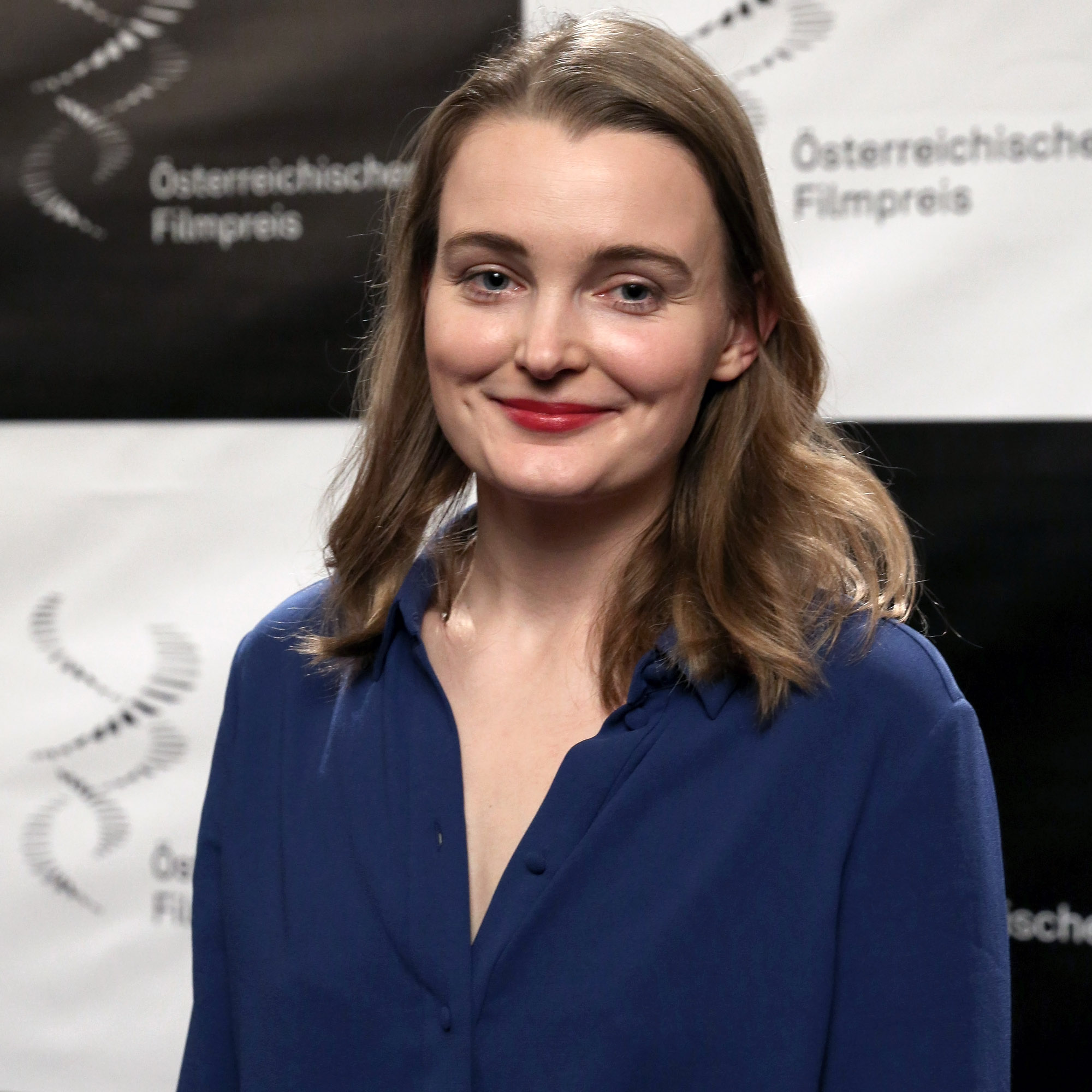
Birte Schnöink (* 1984)

### Schnok
- Schnökel, Maria († 1654), deutsches Hexenprozess-Opfer

### Schnol
- Schnöll, Alexander (* 1962), deutscher Eishockeyspieler
- Schnöll, Stefan (* 1988), österreichischer Politiker (ÖVP), Abgeordneter zum Nationalrat, Landesrat
- Schnöller, Joseph Michael (1707–1767), Baumeister und Architekt

### Schnoo
- Schnoor, Benny (1922–2003), dänischer Radrennfahrer
- Schnoor, Camille (* 1986), deutsch-französische Opernsängerin in der Stimmlage Sopran
- Schnoor, Friedrich Carl (1758–1816), deutscher Jurist, zuletzt als Justiz-Amtmann Leiter des Großvogtei-Gerichts im Fürstentum Lübeck
- Schnoor, Hans (1893–1976), deutscher Musikwissenschaftler, Journalist und Musikkritiker
- Schnoor, Hans-Jürgen (* 1946), deutscher Organist, Cembalist und Hochschullehrer
- Schnoor, Heinrich Christian (* 1762), deutscher Sänger und Liederdichter
- Schnoor, Herbert (1927–2021), deutscher Jurist, Verwaltungsbeamter und Politiker (SPD), MdL
- Schnoor, Horst (* 1934), deutscher Fußballtorwart
- Schnoor, Lacy (* 1985), US-amerikanische Freestyle-Skisportlerin
- Schnoor, Ralf (* 1961), deutscher Gastronom
- Schnoor, Stefan (* 1971), deutscher FußballspielerStefan Schnoor (* 1971)

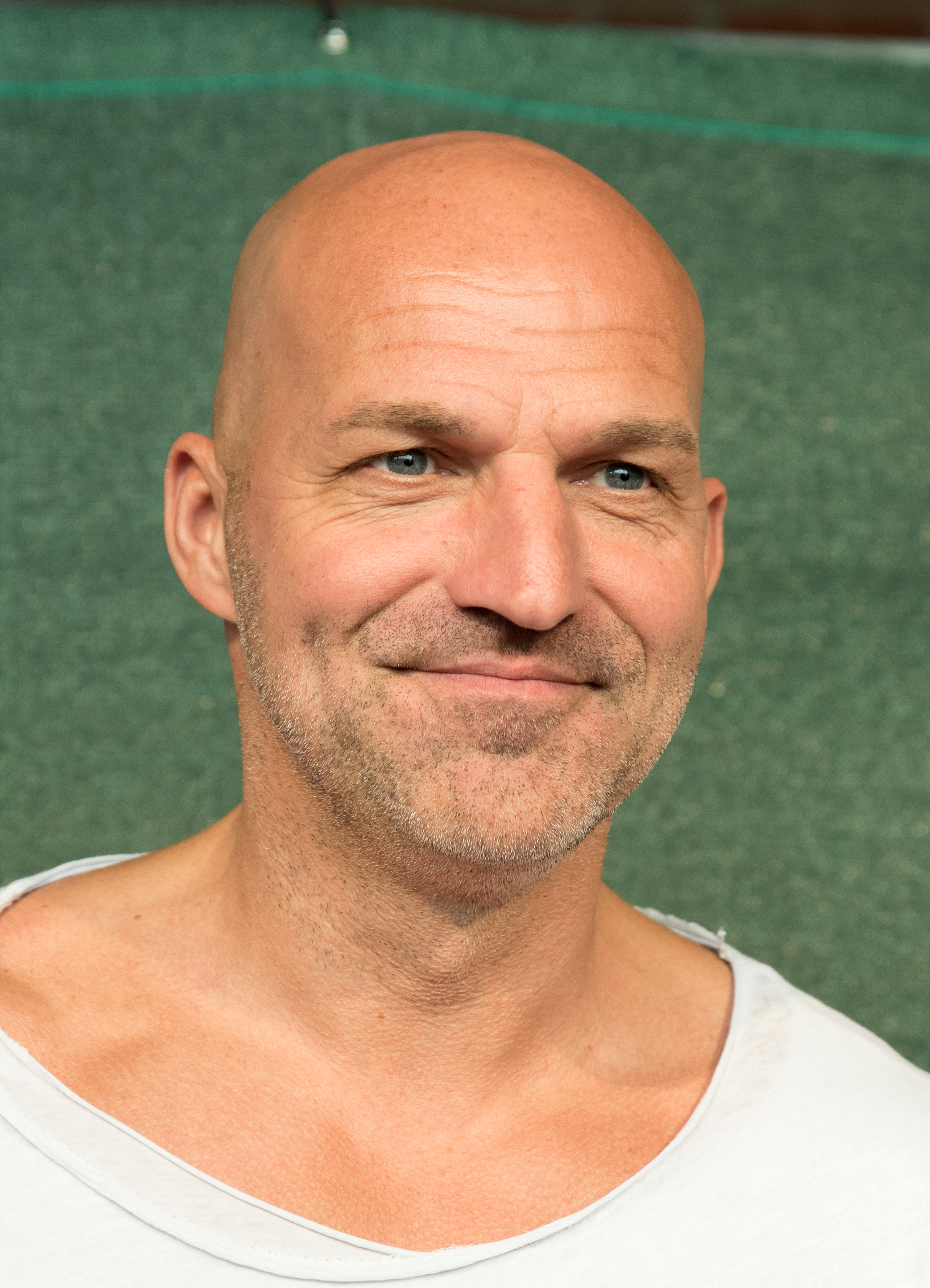
Stefan Schnoor (* 1971)

- Schnoor, Steffie (* 1948), deutsche Pädagogin und Politikerin (CDU), MdA, MdL, Landesministerin von Mecklenburg-Vorpommern
- Schnoor, Werner (1909–1991), deutscher evangelischer Theologe
- Schnoor, Wilhelm Heinrich (1877–1963), deutscher Philatelist

### Schnop
- Schnopfhagen, Franz (1848–1925), österreichischer Psychiater
- Schnopfhagen, Franz (1888–1967), österreichischer Arzt und Komponist
- Schnopfhagen, Hans (1845–1908), österreichischer Komponist und Heimatdichter

### Schnor
- Schnorbach, Hermann (1949–2021), deutscher Pädagoge, Autor und Herausgeber
- Schnorbach, Josef (1893–1973), deutscher Verwaltungsangestellter und Politiker (CDU), Oberbürgermeister von Koblenz
- Schnorbus, Alois (* 1952), deutscher Bobpilot
- Schnorf, Heinrich (1817–1850), Schweizer Chemieunternehmer
- Schnorf, Rudolf (1843–1918), Schweizer Chemiker und Unternehmer
- Schnorf-Flury, Albert (1846–1919), Schweizer Unternehmer
- Schnorf-Hauser, Rudolf (1815–1894), Schweizer Chemieunternehmer
- Schnorf-Schuppisser, Heinrich (1785–1846), Schweizer Unternehmer und Mitbegründer der Chemischen Fabrik Uetikon
- Schnöring, Kurt (* 1939), deutscher Autor und Heimatforscher
- Schnorr von Carolsfeld, Ernst (1875–1942), deutscher Organist
- Schnorr von Carolsfeld, Franz (1842–1915), deutscher Philologe und Bibliothekar
- Schnorr von Carolsfeld, Hans (1862–1933), deutscher Bibliothekar
- Schnorr von Carolsfeld, Julius (1794–1872), deutscher MalerJulius Schnorr von Carolsfeld (1794–1872)

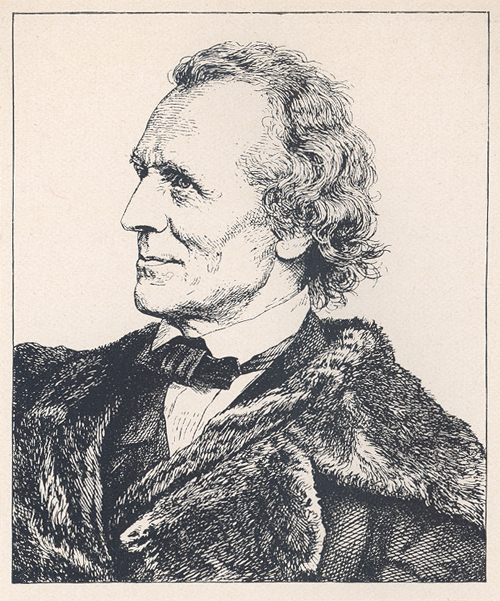
Julius Schnorr von Carolsfeld (1794–1872)

- Schnorr von Carolsfeld, Karl (1830–1895), deutscher Ingenieur und Eisenbahndirektor
- Schnorr von Carolsfeld, Ludwig (1836–1865), deutscher Opernsänger (Heldentenor)
- Schnorr von Carolsfeld, Ludwig (1877–1945), deutscher Kunsthistoriker
- Schnorr von Carolsfeld, Ludwig (1903–1989), deutscher Rechtswissenschaftler
- Schnorr von Carolsfeld, Ludwig Ferdinand (1788–1853), österreichischer Maler
- Schnorr von Carolsfeld, Malvina (1825–1904), portugiesische Opernsängerin der Stimmlage Sopran, Lyrikerin und Komponistin
- Schnorr von Carolsfeld, Veit Hanns (1764–1841), deutscher Maler
- Schnorr von Carolsfeld, Veit Hans (1644–1715), erzgebirgischer Hammerherr und Gründer von Carlsfeld
- Schnorr, Alois (1896–1962), deutscher Bankmanager und Politiker (BCSV, CDU)
- Schnorr, Claus Peter (1943–2025), deutscher Mathematiker und Informatiker
- Schnorr, Gerhard (1923–2004), deutsch-österreichischer Jurist und Hochschullehrer
- Schnorr, Helmut (1929–1975), deutscher Politiker (FDP)
- Schnorr, Klemens (* 1949), deutscher Organist und Musikwissenschaftler
- Schnorr, Remko (* 1974), niederländischer Kameramann
- Schnorr, Rosina (1618–1679), deutsche Unternehmerin
- Schnorr, Stefan (* 1962), deutscher Verwaltungsjurist
- Schnorr, Veit Hans (1614–1664), erzgebirgischer Hammerherr und Gründer des Blaufarbenwerks Niederpfannenstiel
- Schnorrenberg, August (1889–1973), deutscher Komponist und Liedtexter
- Schnorrenberg, Florian (* 1977), deutscher Fußballtrainer

### Schnot
- Schnotz, Helmut (* 1967), deutscher Politiker (CSU)
- Schnotz, Wolfgang (* 1946), deutscher Psychologe

### Schnoy
- Schnoy, Sebastian (* 1969), deutscher Kabarettist, Schriftsteller, Geschichtsjournalist und Buchautor

### Schnoz
- Schnoz, René (* 1966), Schweizer Schauspieler und Regisseur